# 彌鄒忽區

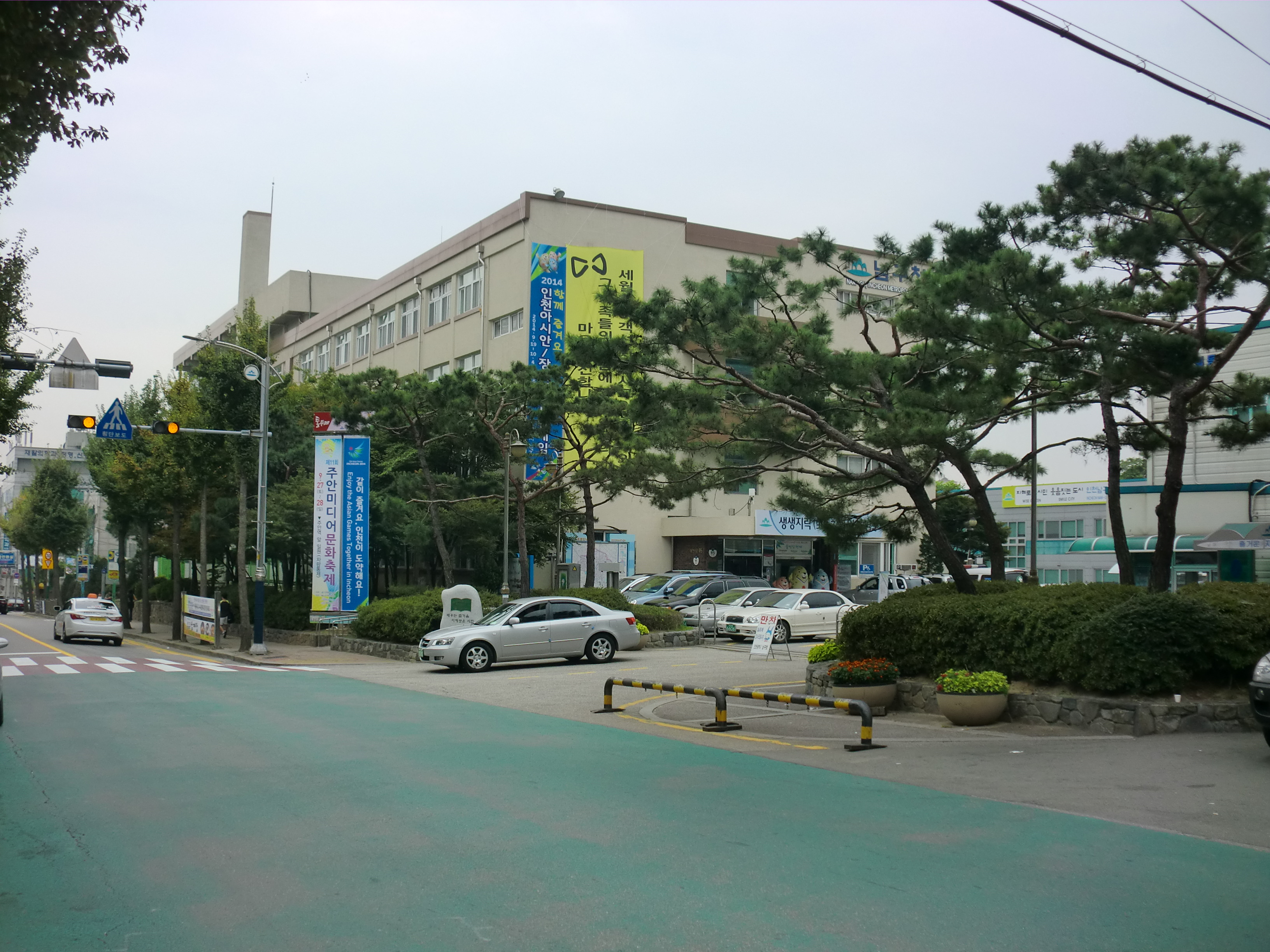
彌鄒忽區廳

彌鄒忽區（：／ Michuhol gu */?），是大韓民國仁川廣域市的一個区。现时管有21個行政洞（7個法定洞），面積24.4平方公里。人口有418148人。「彌鄒忽」是仁川的古名。

## 歷史
- 1968年1月1日 - 設置南区。
- 1988年1月1日 - 分出南洞区。
- 1995年1月1日 - 分出延寿区。
- 2018年7月1日 -  改名為彌鄒忽區[2]。

## 行政區劃

行政區劃圖

洞（行政洞）
崇義1～4洞　龍峴1～5洞　鶴翼1～2洞　道禾1～3洞　朱安1～8洞　官校洞　文鶴洞

## 交通

### 铁路
韓國鐵道公社
- 京仁線（●首都圈電鐵1號線）：朱安站 - 道禾站 - 濟物浦站
- 水仁線（●首都圈電鐵水仁·盆唐線）：仁荷大學站 - 崇義站

仁川都市鐵道
- ●仁川都市鐵道1號線：仁川客运站站

### 公路
- 京仁高速公路
  - 道禾交叉路
- 國道6號
- 國道42號（朝鲜语：국도 제42호선）
- 國道46號
- 仁州大路（朝鲜语：인주대로）
- 仁川大路（朝鲜语：인천대로）
- 烽燧大路（朝鲜语：봉수대로）
- 兒岩大路（朝鲜语：아암대로）
- 沸流大路（朝鲜语：비류대로）
- 慶源大路（朝鲜语：경원대로）
- 築港大路（朝鲜语：축항대로）
- 漢渡口路（朝鲜语：한나루로）

### 巴士客运站
- 仁川綜合巴士客運站

## 外部連結
- 官方网站